# Pollowegetarianizm

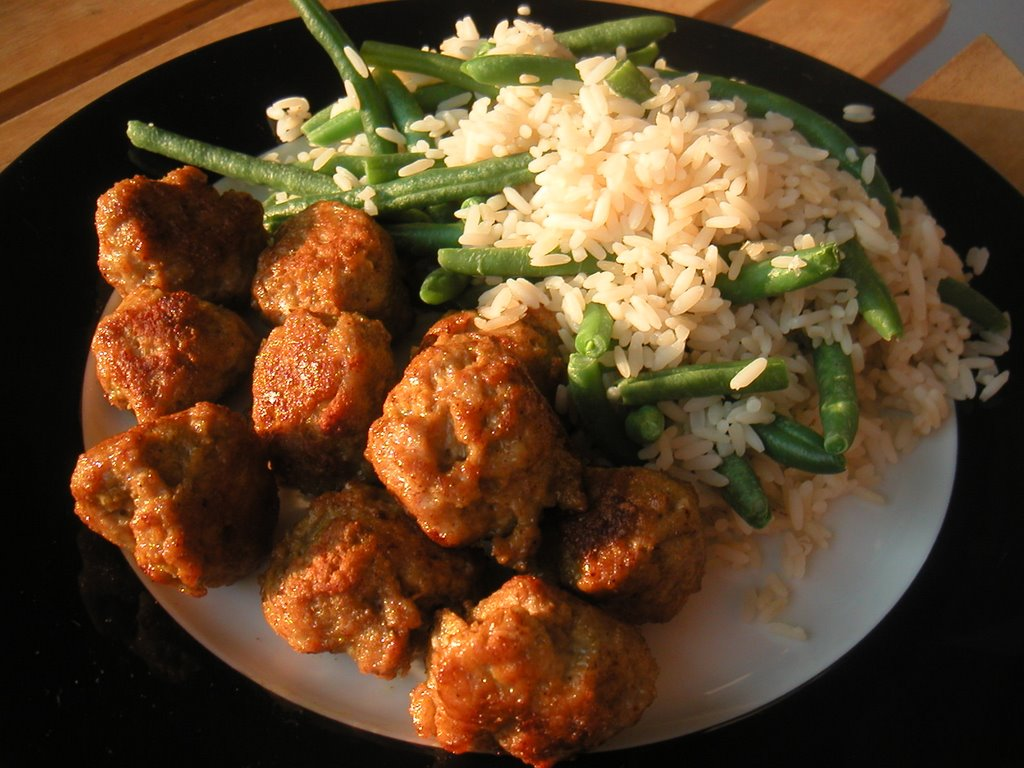
Przykładowe danie w diecie pollowegetariańskiej

Pollowegetarianizm (pollotarianizm, pollo – z łac. kurczak) – dieta będąca odmianą semiwegetarianizmu. Polega na wyłączeniu z diety mięsa czerwonego, a pozostawiająca drób (czasami też ryby).